# Аксель Нгандо
Аксель Нгандо (фр. Axel Ngando, нар. 13 липня 1993, Аньєр-сюр-Сен) — французький футболіст камерунського походження, що грав на позиції півзахисника.

## Клубна кар'єра
Народився 13 липня 1993 року в місті Аньєр-сюр-Сен. Вихованець юнацьких команд футбольних клубів «Парі Сен-Жермен» та «Ренн». У квітні 2011 року, у віці 17 років, він дебютував за другу команду у четвертому дивізіоні. У наступному сезоні він грав за них частіше, а в квітні 2012 року підписав професійний контракт.
2 лютого 2013 року в матчі проти «Лор'яна» він дебютував за основну команду у Лізі 1, замінивши у другому таймі Ромена Алессандріні, де забив гол. Не закріпившись в основі, він здавався в оренди до клубів другого дивізіону «Ренн» та «Анже».
31 серпня 2015 року на правах вільного агента підписав трирічну угоду з «Бастією». 13 вересня у матчі проти «Марселя» (1:4) Нгандо дебютував за нову команду. 20 березня 2016 року в поєдинку проти «Бордо» він забив свій перший гол за «Бастію» (1:1). Загалом провів у команді два сезони і 2017 року вилетів з командою з вищого дивізіону.
У липні 2017 року Нгандо перейшов до турецького клубу «Гезтепе». 20 серпня в матчі проти «Кайсеріспора» (0:1) він дебютував у турецькій Суперлізі. 27 квітня 2018 року в поєдинку проти «Кардемір Карабюкспора» Аксель зробив «дубль», забивши свої перші голи за «Гезтепе» (5:0). Загалом провів за турецький клуб два сезони.
1 серпня 2019 року Нгандо повернувся до «Осера». Цього разу провів у складі його команди два сезони. Більшість часу, проведеного у складі «Осера», був основним гравцем команди. Після завершення контракту у червні 2021 році він покинув клуб і тривалий час залишався без команди, поки 30 грудня він підписав контракт з іншою командою Ліги 2 «Греноблем», де провів ще півтора роки.
18 вересня 2023 року Нгандо підписав однорічну угоду з азербайджанським клубом «Араз-Нахчиван».

## Виступи за збірні
2010 року дебютував у складі юнацької збірної Франції (U-18). Згодом у складі юнацької збірної до 19 років Нгандо взяв участь у юнацькому чемпіонаті Європи 2012 року в Естонії, де зіграв у всіх чотирьох матчах, дійшовши до півфіналу.
У 2013 році у складі молодіжної збірної Франції до 20 років Аксель став переможцем молодіжного чемпіонату світу 2013 року в Туреччині. На турнірі він зіграв у п'яти матчах і у фінальній грі проти Уругваю реалізував свій післяматчевий пенальті, допомігши французам здобути трофей.
Протягом 2013—2014 років залучався до складу молодіжної збірної Франції. На молодіжному рівні зіграв у 3 офіційних матчах.
Наприкінці 2013 року Камерунська федерація футболу запропонувала Акселю виступати за збірну своєї історичної батьківщини — Камеруну, втім так за неї Нгандо і не зіграв.

## Статистика виступів

### Статистика клубних виступів
| Сезон                | Команда              | Чемпіонат            | Чемпіонат | Чемпіонат | Національний кубок | Національний кубок | Національний кубок | Континентальні кубки | Континентальні кубки | Континентальні кубки | Інші змагання | Інші змагання | Інші змагання | Усього | Усього |
| Сезон                | Команда              | Ліга                 | Ігор      | Голів     | Ліга               | Ігор               | Голів              | Ліга                 | Ігор                 | Голів                | Ліга          | Ігор          | Голів         | Ігор   | Голів  |
| -------------------- | -------------------- | -------------------- | --------- | --------- | ------------------ | ------------------ | ------------------ | -------------------- | -------------------- | -------------------- | ------------- | ------------- | ------------- | ------ | ------ |
| 2010–11              | «Ренн Б»             | АЧФ                  | 6         | 1         | -                  | -                  | -                  | -                    | -                    | -                    | -             | -             | -             | 6      | 1      |
| 2011–12              | «Ренн Б»             | АЧФ                  | 16        | 2         | -                  | -                  | -                  | -                    | -                    | -                    | -             | -             | -             | 16     | 2      |
| 2012–13              | «Ренн Б»             | АЧФ                  | 17        | 2         | -                  | -                  | -                  | -                    | -                    | -                    | -             | -             | -             | 17     | 2      |
| 2012–13              | «Ренн»               | Л1                   | 4         | 1         | КФ+КЛ              | 0                  | 0                  | -                    | -                    | -                    | -             | -             | -             | 4      | 1      |
| 2013–14              | «Осер»               | Л2                   | 25        | 3         | КФ+КЛ              | 3+2                | 1+0                | -                    | -                    | -                    | -             | -             | -             | 30     | 4      |
| 2013–14              | «Осер 2»             | АЧФ2                 | 1         | 1         | -                  | -                  | -                  | -                    | -                    | -                    | -             | -             | -             | 1      | 1      |
| 2014-січ. 2015       | «Ренн Б»             | АЧФ2                 | 7         | 4         | -                  | -                  | -                  | -                    | -                    | -                    | -             | -             | -             | 7      | 4      |
| Усього за «Ренн Б»   | Усього за «Ренн Б»   | Усього за «Ренн Б»   | 46        | 9         |                    | -                  | -                  |                      | -                    | -                    |               | -             | -             | 45     | 9      |
| січ.-черв. 2015      | «Анже»               | Л2                   | 19        | 1         | КФ+КЛ              | -                  | -                  | -                    | -                    | -                    | -             | -             | -             | 19     | 1      |
| 2015–16              | «Бастія»             | Л1                   | 22        | 2         | КФ+КЛ              | 2+1                | 0                  | -                    | -                    | -                    | -             | -             | -             | 25     | 2      |
| 2016–17              | «Бастія»             | Л1                   | 20        | 0         | КФ+КЛ              | 1+0                | 0                  | -                    | -                    | -                    | -             | -             | -             | 21     | 0      |
| Усього за «Бастію»   | Усього за «Бастію»   | Усього за «Бастію»   | 42        | 2         |                    | 4                  | 0                  |                      | -                    | -                    |               | -             | -             | 46     | 2      |
| 2015–16              | «Бастія Б»           | АЧФ2                 | 1         | 1         | -                  | -                  | -                  | -                    | -                    | -                    | -             | -             | -             | 1      | 1      |
| 2016–17              | «Бастія Б»           | АЧФ2                 | 2         | 0         | -                  | -                  | -                  | -                    | -                    | -                    | -             | -             | -             | 2      | 0      |
| Усього за «Бастію Б» | Усього за «Бастію Б» | Усього за «Бастію Б» | 3         | 1         |                    | -                  | -                  |                      | -                    | -                    |               | -             | -             | 3      | 1      |
| 2017–18              | «Гезтепе»            | СЛ                   | 16        | 2         | CT                 | 1                  | 1                  | -                    | -                    | -                    | -             | -             | -             | 17     | 3      |
| 2018–19              | «Гезтепе»            | СЛ                   | 14        | 1         | CT                 | 4                  | 3                  | -                    | -                    | -                    | -             | -             | -             | 18     | 4      |
| Усього за «Гезтепе»  | Усього за «Гезтепе»  | Усього за «Гезтепе»  | 30        | 3         |                    | 5                  | 4                  |                      | -                    | -                    |               | -             | -             | 35     | 7      |
| 2019–20              | «Осер»               | Л2                   | 16        | 5         | КФ+КЛ              | 2+1                | 1+0                | -                    | -                    | -                    | -             | -             | -             | 19     | 6      |
| 2020–21              | «Осер»               | Л2                   | 29        | 2         | КФ                 | 2                  | 0                  | -                    | -                    | -                    | -             | -             | -             | 31     | 2      |
| Усього за «Осер»     | Усього за «Осер»     | Усього за «Осер»     | 70        | 10        |                    | 10                 | 2                  |                      | -                    | -                    |               | -             | -             | 80     | 12     |
| січ.-черв. 2022      | «Гренобль»           | Л2                   | 4         | 0         | КФ                 | -                  | -                  | -                    | -                    | -                    | -             | -             | -             | 4      | 0      |
| 2022–23              | «Гренобль»           | Л2                   | 19        | 0         | КФ                 | -                  | -                  | -                    | -                    | -                    | -             | -             | -             | 19     | 0      |
| Усього за «Гренобль» | Усього за «Гренобль» | Усього за «Гренобль» | 23        | 0         |                    | -                  | -                  |                      | -                    | -                    |               | -             | -             | 23     | 0      |
| 2023–24              | «Араз»               | ПЛ                   | 4         | 0         |                    | -                  | -                  | -                    | -                    | -                    | -             | -             | -             | 4      | 0      |
| Усього за кар'єру    | Усього за кар'єру    | Усього за кар'єру    | 242       | 28        |                    | 19                 | 6                  |                      | -                    | -                    |               | -             | -             | 261    | 34     |